# Marcel Essombé
Marcel Essombé est un footballeur camerounais né le 6 mai 1988 à Douala. Il évolue au poste d'attaquant au Ermís Aradíppou à Chypre.

## Biographie
Natif de Douala et formé au FC Sochaux, il n'y dispute aucun match avec l'équipe première. Il rejoint alors en 2008 un autre club franc-comtois : le Jura Sud Foot. Il y inscrit 10 buts en une saison et rejoint le National à l'été 2009 en signant à Pacy/Eure . 
Après avoir été annoncé à l'AS Beauvais fin mai 2011 , il s'engage finalement avec La Berrichonne de Châteauroux, en Ligue 2. Après une demi-saison au cours de laquelle il ne dispute que 9 matches (dont un seul comme titulaire), il est prêté à l'US Créteil lors du mercato d'hiver de janvier 2012 . Pour son premier match avec les Béliers, il inscrit un doublé au cours de la prolongation du 1/16 de finale de Coupe de France contre les Girondins de Bordeaux, permettant à son équipe d'égaliser par deux fois, à 1-1 et à 2-2. Les val-de-marnais sont éliminés aux tirs au but . Il inscrit par ailleurs 5 buts en 16 matches de National.
En mai 2012, il revient à Châteauroux après son prêt. Il y inscrit 6 buts en 35 matches. Après la saison 2012-2013, il s'engage pour deux ans et cette fois-ci sous la forme d'un transfert avec Créteil, promu en Ligue 2. Il inscrit alors son premier but personnel de la saison en match officiel lors du tout premier match des Béliers contre le Nîmes Olympique au Stade des Costières.